# Kogsbølle
Kogsbølle är en ort i Region Syddanmark i Danmark. Orten hade 202 invånare (2015). Den ligger i Nyborgs kommun på ön Fyn.